# Csida Kenta
Csida Kenta (千田 健太; Hepburn: Kenta Chida) (Keszennuma, 1985. augusztus 22. –) olimpiai ezüstérmes japán tőrvívó.